# Jiaozuo
Jiaozuo (chinois : 焦作市 ; pinyin : jiāozuò shì) est une ville-préfecture du nord-est de la province du Henan en Chine. Les habitants de Jiaozuo parlent principalement le Mandarin zhongyuan et Jinyu, mais peuvent également communiquer en mandarin standard.

## Histoire

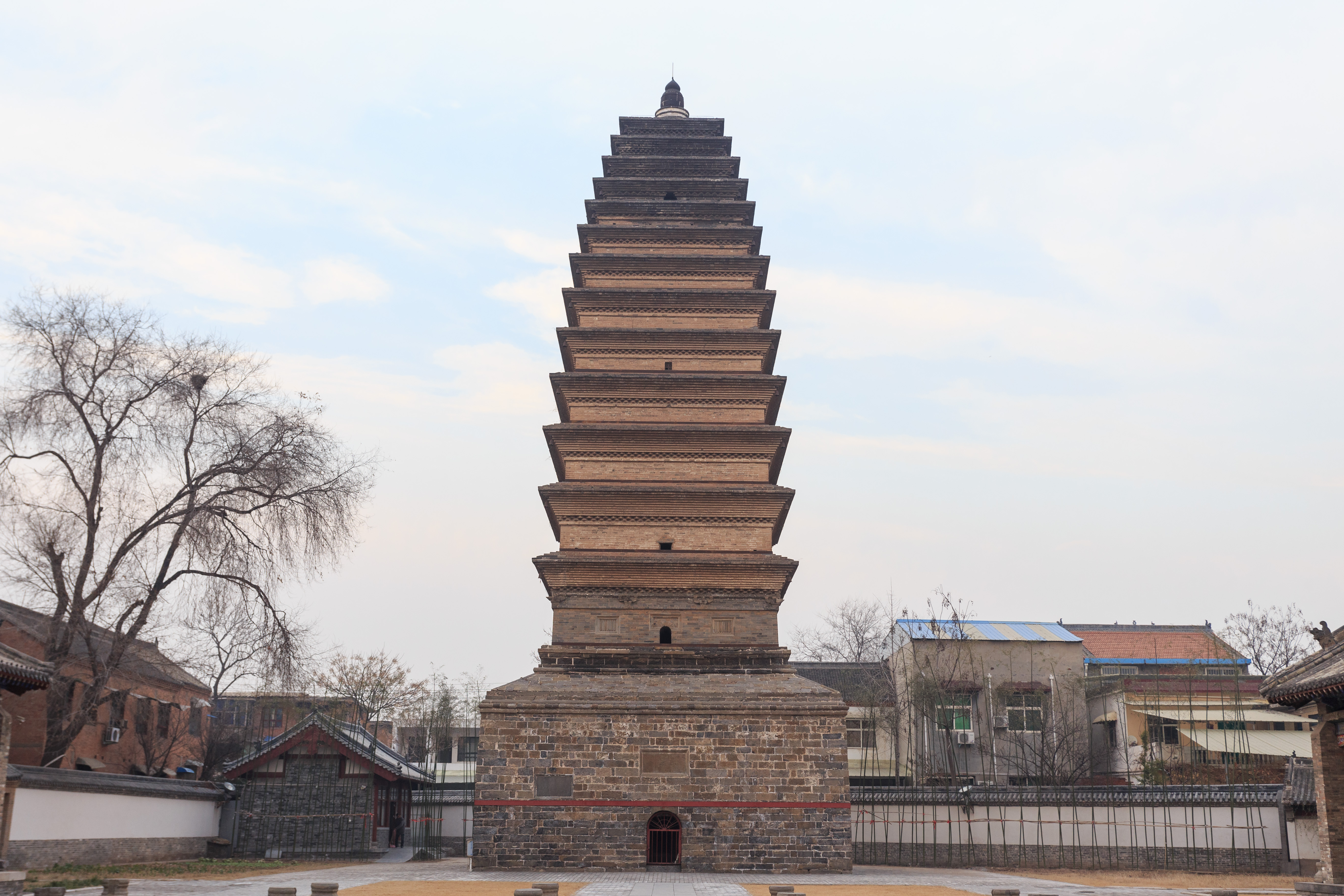
Pagode des Trois Bouddhas 天宁寺三圣塔

Le territoire de Jiaozuo est l'un des berceaux de la civilisation chinoise, lieu de naissance de mythes tels que Yu Gong qui déplace les montagnes. Elle est le foyer de personnalités chinoises célèbres telles que Sima Yi, Han Yu et Li Shangyin. Le comté de Wen, qui lui est subordonné, était le fief de Lü Bu, et l'empereur Han Xian y fut relégué à Shanyang après sa destitution.
La ville moderne de Jiaozuo s’est développée autour de l’industrie du charbon.

## Économie
En 2005, le PIB total a été de 58,4 milliards de yuans, et le PIB par habitant de 17 145 yuans.
À Jiaozuo, les industries principales comprennent la fabrication de machines, la fabrication de batteries, les nouvelles énergies telles que l'énergie hydrogène, la fabrication de pièces automobiles, la fabrication de roulements, la production de produits en aluminium, l'agriculture moderne et le tourisme.

## Subdivisions administratives
La ville-préfecture de Jiaozuo exerce sa juridiction sur dix subdivisions - quatre districts, deux villes-districts et quatre xian :
- le district de Jiefang - 解放区 Jiěfàng Qū ;
- le district de Shanyang - 山阳区 Shānyáng Qū ;
- le district de Zhongzhan - 中站区 Zhōngzhàn Qū ;
- le district de Macun - 马村区 Mǎcūn Qū ;
- la ville de Mengzhou - 孟州市 Mèngzhōu Shì ;
- la ville de Qinyang - 沁阳市 Qìnyáng Shì ;
- le xian de Xiuwu - 修武县 Xiūwǔ Xiàn ;
- le xian de Bo'ai - 博爱县 Bó'ài Xiàn ;
- le xian de Wuzhi - 武陟县 Wǔzhì Xiàn ;
- le xian de Wen - 温县 Wēn Xiàn.

## Transport

### Train
- Gare ferroviaire de Jiaozuo (Chinois simplifié: 焦作火车站)

## Personnalités
Chen Zhong (1982-), taekwondoïste, double championne olympique.

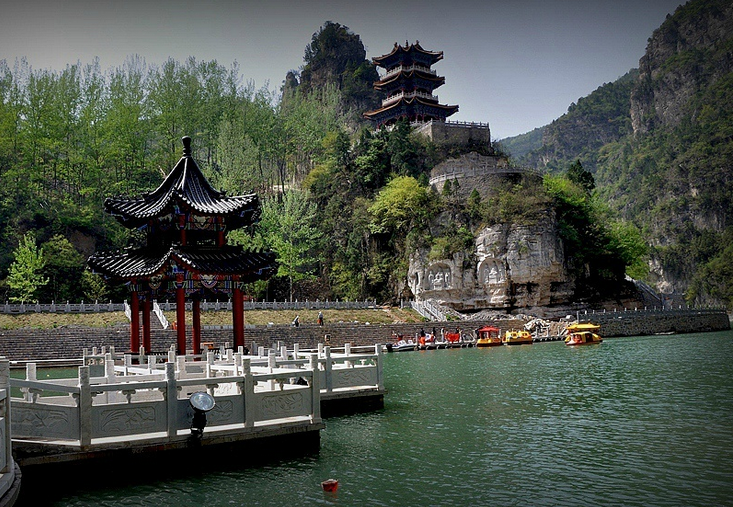
Temple suspendu de Taiping